# خوان سیمون
خوان سیمون (اسپانیایی: Juan Simón‎؛ زادهٔ ۲ مارس ۱۹۶۰) بازیکن فوتبال اهل آرژانتین است.

## باشگاهی
از باشگاه‌هایی که در آن بازی کرده‌است می‌توان به باشگاه فوتبال استراسبورگ، باشگاه فوتبال بوکا جونیورز، آ.اس موناکو، و باشگاه فوتبال نیولز اولد بویز اشاره کرد.

## تیم ملی
وی همچنین در تیم‌های ملی فوتبال زیر ۲۰ سال آرژانتین و آرژانتین بازی کرده‌است.